# 모리스 토레즈

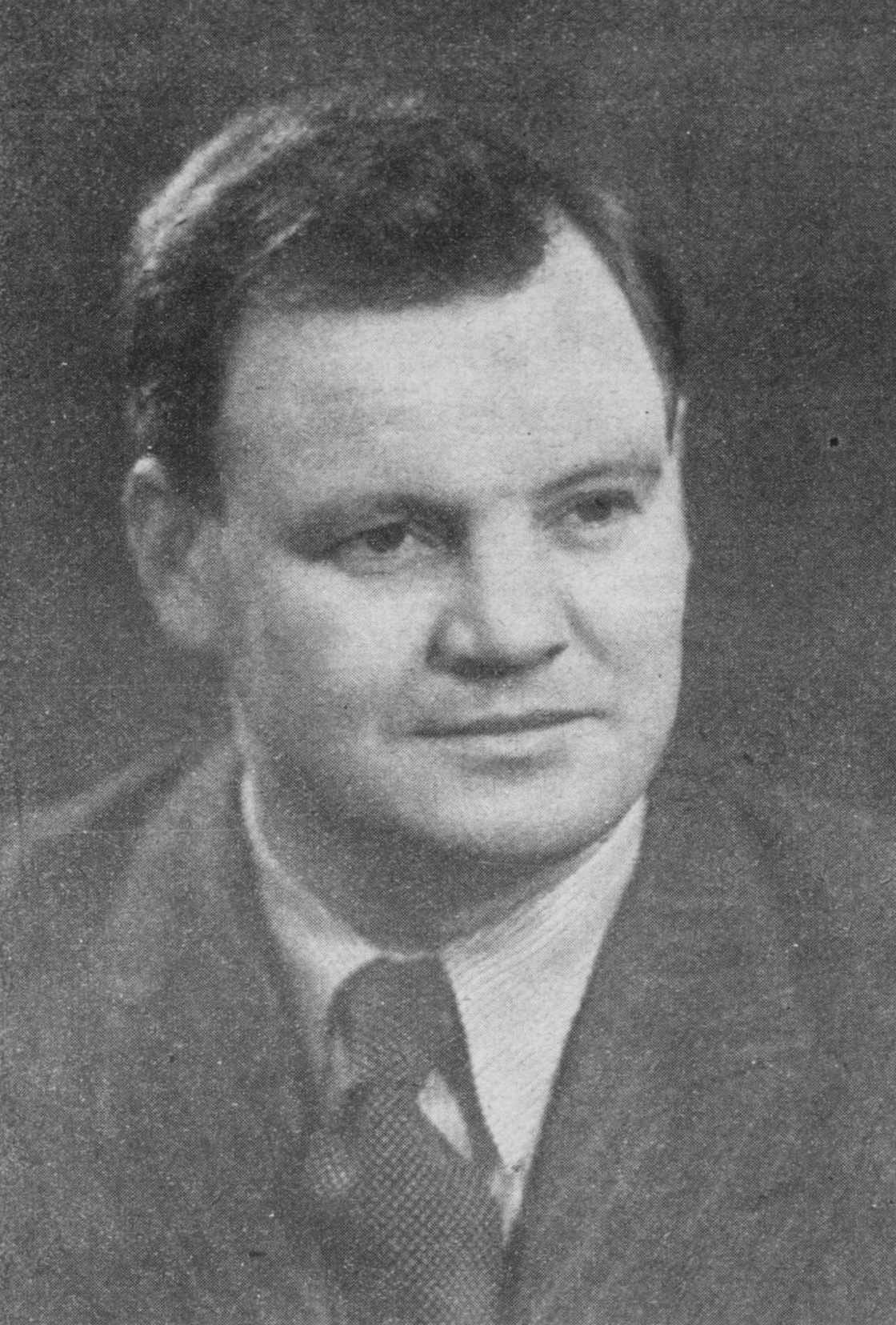
1936년.

모리스 토레즈(프랑스어: Maurice Thorez, 1900년 4월 28일 ~ 1964년 7월 11일)는 프랑스의 정치인이자 1930년부터 그의 사망 시까지 프랑스 공산당(PCF)의 지도자였다. 1946년부터 1947년까지 프랑스의 부총리를 역임했다.
파드칼레주 누아엘고도에서 태어났으며 12세에 탄광 광부가 되었다. 1919년 노동자 인터내셔널 프랑스 지부(SFIO)에 참가하였고 그의 정치 활동으로 인해 수차례 투옥되었다. 1920년 이후 SFIO의 분리로 인해 프랑스 공산당(PCF)이 창당되자 토레즈는 1923년 당의 비서가 되었고 1930년에는 당의 사무총장이 되어 그가 죽을 때까지 그 지위를 유지했다.

## 문헌 자료
- Bulaitis, John, Maurice Thorez: A Biography, IB Tauris, 2018. https://www.bloomsbury.com/uk/maurice-thorez-9781845117252/%5B깨진+링크(과거+내용+찾기)%5D